# EMule Plus
eMule Plus fue un programa P2P basado en eMule y con licencia GPL. Fue creado inicialmente para mejorar la interfaz de usuario de eMule y apuntaba a la estabilidad y bajo consumo de recursos. En este sentido, eMule Plus combinaba las características de eMule con una interfaz de usuario más intuitiva y algunas otras funciones adicionales. La última versión estable fue eMule Plus v1.2e, distribuida el 18 de abril de 2009, desde entonces el desarrollo ha sido abandonado, aunque aún es posible descargar la última versión del software, que tiene más de 4 años de antigüedad.

## Características relevantes

### Mejoras
- GUI (interfaz de usuario) mejorada.
- Un servidor web para controlar el cliente a distancia (en la actualidad, ya forma parte del eMule clásico).
- Soporte para archivos de hasta 512GB (menos un byte) a partir de la versión 1.2a.
- Previsualización mejorada de archivos.
- Método de intercambio de fuentes renovado.
- Algoritmo especial para pedir siempre el pedazo más escaso de un archivo para evitar descargar lo más común primero, este algoritmo se llama ICR o Intelligent Chunk Request por sus siglas en inglés. También disponible en español.

### Desventajas
- Sin soporte de Kademlia (Kad).
- Sin soporte de cifrado del protocolo (ofuscación).

Originalmente se esperaba implementación de estas características para la versión 2 de eMule Plus.

### Otras características
- Libre de spyware y adware.
- Equipo propio de traductores y beta-testers trabajando en el programa.
- Almacenamiento de fuentes.
- Fuentes inservibles descartadas: aquellos clientes que no tengan partes de archivo que transferir se eliminan de la cola de espera.
- Motor de búsqueda mejorado.
- Prioridad para archivos pequeños y con pocas fuentes.
- Mejor información sobre clientes.
- Posibilidad de expulsión: a clientes agresivos, publicitarios, ladrones de hash, etc.

### Abandono del proyecto
Durante el año 2009 el desarrollo se estancó y desde entonces se ha descontinuado. Aunque aún existe el sitio web, el foro está mayormente inactivo y es imposible contactar a los desarrolladores. Por estos motivos, eMule Plus se considera un proyecto abandonado y no se recomienda su uso en la actualidad.